# Torsten Hjelm

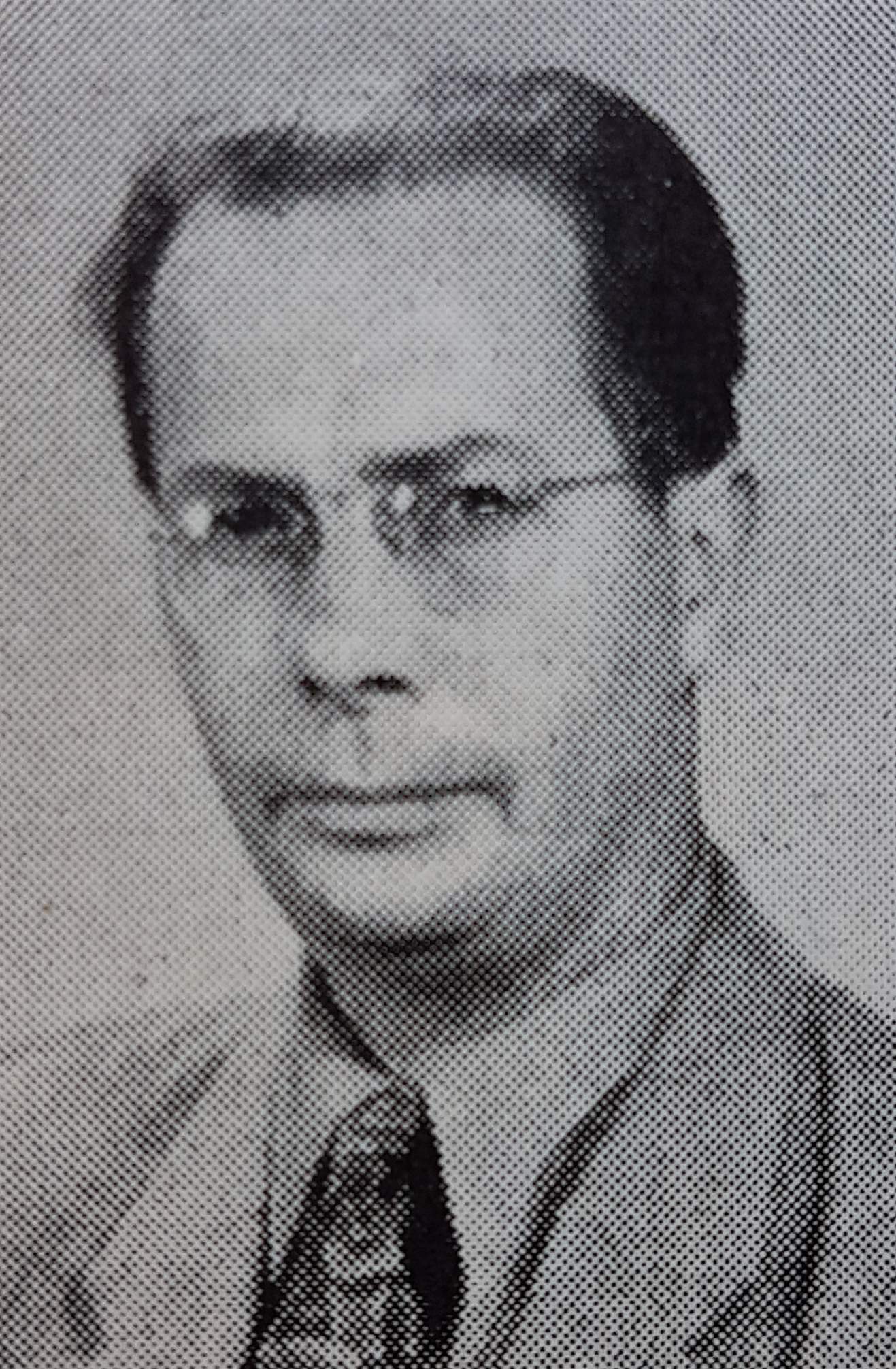

Torsten Reginald Napoleon Hjelm, född 11 september 1907 i Haparanda, död 2 november 1989 i Söderköping, var en svensk målare och dekorationsmålare. Han var son till tulltjänstemannen Johan Hjelm och Jeanette Taube och från 1957 gift med konstnären Saga Ekström.
Hjelm var elev till Filip Månsson och Gustaf Malmquist vid Tekniska skolan i Stockholm och studerade 1927–1930 på konsthögskolan för Carl Wilhelmson och Olle Hjortzberg. Sedan 1930-talet var han huvudsakligen verksam med dekorativt kyrkomåleri: 
- Bergspredikan, Agunnaryds kyrka, Småland, 1936–1937 [1]
- Uppståndelsen, Åkers kyrka, Småland, 1938
- Palmsöndag, Fröseke kapell, Älghult, Småland, 1939
- Jul, Påsk, Pingst,  Nya Hjälmseryds kyrka, Småland, 1952–1953
- Läktardekoration, Tofteryds kyrka, Småland, 1941
- Arbeten i Skillingaryds kyrka 1941, 1954 och 1981 [2]

Dessutom med profant måleri, till exempel:
- Sommar, Växjö stadshotell 1940
- Havsfrun, Þjóðleikhúsið í Reykjavík, Reykjaviks teater, Island, 1945

Hjelm är representerad vid bland annat Kalmar konstmuseum  och Norrköpings konstmuseum. Makarna Hjelm är begravda på Nya kyrkogården i Nyköping.

### Fotnoter
1. ↑  Absidmålningen och takmålningen i Agunnaryds kyrka digitaltmuseum.se
2. ↑  Skillingaryds kyrka - historik gamla.skillingaryd.nu
3. ↑  ”Kalmar konstmuseum”. Arkiverad från originalet den 2 december 2017. https://web.archive.org/web/20171202203147/http://konstdatabas.designarkivet.se/index.php/Detail/Object/Show/object_id/2242. Läst 2 december 2017.
4. ↑  Norrköpings konstmuseum. (2000 ;). Norrköpings konstmuseum : katalog. Norrköpings konstmuseum. ISBN 91-88244-22-9. OCLC 186037488. https://www.worldcat.org/oclc/186037488. Läst 2 april 2020
5. ↑  ”Hjelm, Torsten Reginald Napoleon”. SvenskaGravar.se. https://www.svenskagravar.se/gravsatt/31d4e1fa-fdf9-4733-827d-3687d9ed5884. Läst 10 mars 2024.